# Mikkel Boe Følsgaard

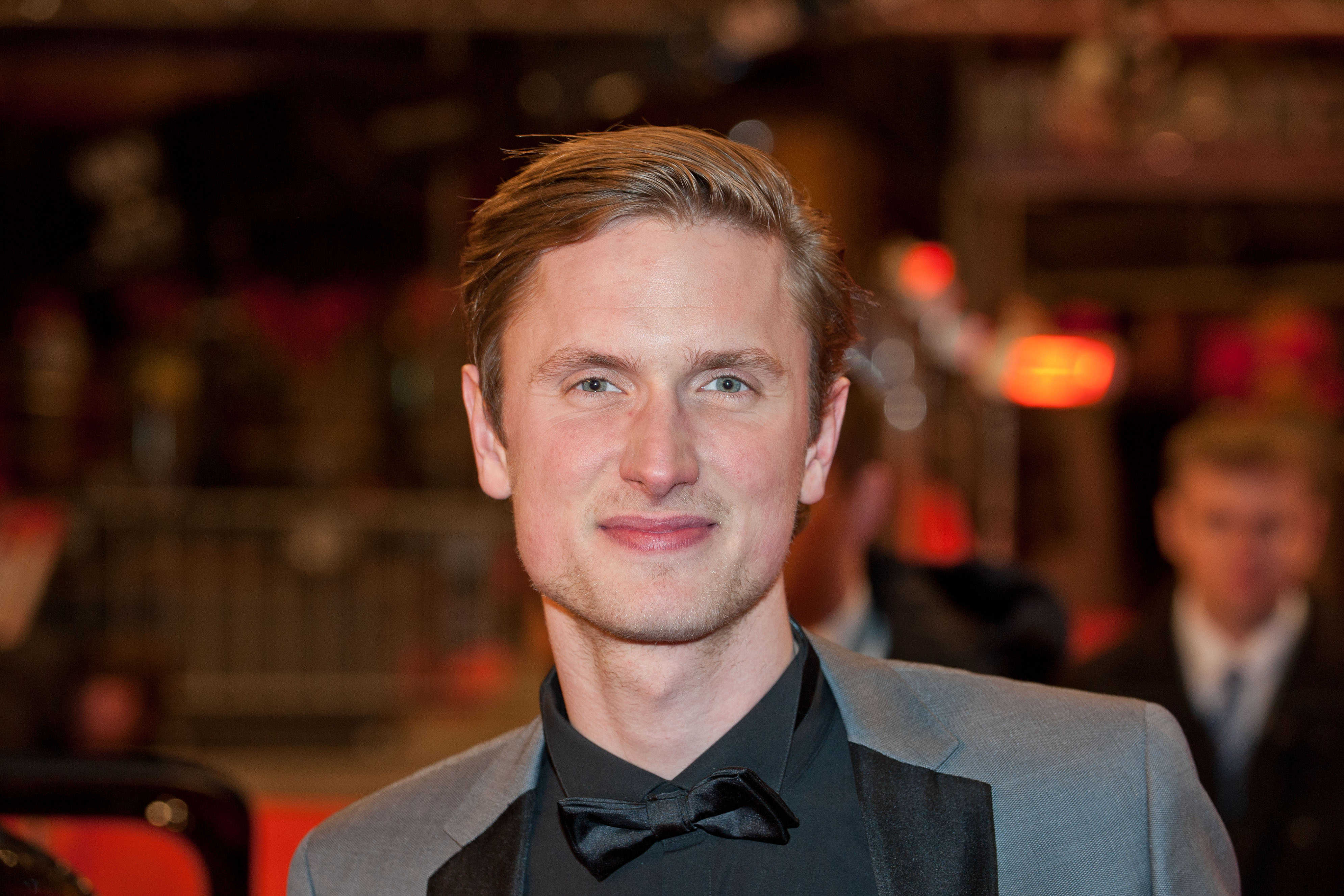
Mikkel Boe Følsgaard bei der Verleihung des Shooting Star 2013

Mikkel Boe Følsgaard (* 1. Mai 1984 in Rønne) ist ein dänischer Schauspieler.

## Leben
Mikkel Boe Følsgaard stammt ursprünglich aus Gilleleje, im Norden Seelands und wuchs auf der Insel Bornholm auf. Durch seinen Großvater, der ihn als Kind zu einem Casting beim dänischen Fernsehen mitnahm, wurde er an die Schauspielerei herangeführt. Daraufhin erschien Følsgaard 1997 in einer Folge der Fernsehserie Bryggeren. In der Schule gehörte er der Theatergruppe an und spielte in Shakespeare-Stücken. Er schloss 2003 das Gribskov Gymnasium in Helsinge ab, wo er das Fach Mathematik belegt hatte.
Von 2008 bis 2012 absolvierte Følsgaard ein Schauspielstudium an der Staatlichen Theaterhochschule (Statens Teaterskole) in Kopenhagen. Während seiner Ausbildung spielte er 2010 in Theaterstücken am Schauspielhaus von Nørrebro (Mænd der hader kvinder) und am Grønnegårds Theater (Melampe). Auch wurde er 2011 für eine Folge der dänisch-deutschen Krimiserie Nordlicht – Mörder ohne Reue besetzt und arbeitete als Synchronsprecher bzw. Sprecher für Radiohörspiele.
Der internationale Erfolg als Schauspieler stellte sich bereits mit Følsgaards Filmdebüt ein: 2012 spielte er die Rolle des geisteskranken dänischen Königs Christian VII. in Nikolaj Arcels Historiendrama Die Königin und der Leibarzt, das von der Beziehung zwischen Johann Friedrich Struensee (dargestellt von Mads Mikkelsen) und Königin Caroline Mathilde (Alicia Vikander) handelt. Die Kinoproduktion wurde noch im selben Jahr im Rahmen des Wettbewerbs der 62. Filmfestspiele von Berlin uraufgeführt, wo Følsgaard mit dem Silbernen Bären als bester Darsteller des Filmfestivals ausgezeichnet wurde. Dabei hatte die Wettbewerbsjury um den britischen Regisseur Mike Leigh dem 27-Jährigen den Vorzug vor so bekannten Schauspielern wie dem US-Amerikaner Robert Duvall (Jayne Mansfield’s Car) gegeben. „Damals änderte sich mein Leben von einer Minute auf die nächste. Ich war ein gewöhnlicher Schauspielschüler, der einfach nur froh war, in einem dänischen Film mitzuspielen, und gewann plötzlich einen der wichtigsten Preise Europas“, sagte Følsgaard. Er war der erste dänische Schauspieler, der in Berlin triumphieren konnte. Ein Jahr später gewann Følsgaard mit der Bodil und dem Robert für seine Darstellung Dänemarks wichtige Filmpreise, während Die Königin und der Leibarzt für den Oscar als bester fremdsprachiger Film nominiert wurde.
Nach der Nebenrolle des behinderten Uffe in Mikkel Nørgaards Thriller Erbarmen (2013) an der Seite von Nikolaj Lie Kaas und Fares Fares brachte Følsgaard sein Mitwirken in der dänischen Fernsehserie Die Erbschaft (2014–2017) zwei weitere Robert-Preise ein. Als Emil Grønnegaard war er an der Seite von Trine Dyrholm, Jesper Christensen, Carsten Bjørnlund und Lene Maria Christensen zu sehen und bezeichnete die Annahme der Rolle rückblickend als „wohl beste Entscheidung seiner Karriere“. Følsgaard entwickelte sich zu einem der gefragtesten dänischen Schauspieler und wurde auch für die folgenden Filmprojekte für Dänemarks wichtigste Filmpreise nominiert. So spielte er in dem Oscar-nominierten Kriegsdrama Unter dem Sand – Das Versprechen der Freiheit einen erbarmungslosen dänischen Hauptmann, während er in Kasper Barfoeds Komödie Sommer ’92 über den überraschenden Sieg der dänischen Fußballnationalmannschaft bei der Europameisterschaft 1992 als Mittelfeldspieler Kim Vilfort zu sehen ist. Es folgte Lisa Ohlins Liebesdrama De standhaftige (2016) in dem er einen aus Afghanistan heimgekehrten, verletzten Soldaten spielt. Die Titelrolle in Mikkel Serups Filmbiografie Den bedste mand (2017) bezeichnete Følsgaard als bis dahin anstrengendste Aufgabe. Für den Part des dänischen Boxers Jørgen Hansen musste er ein halbes Jahr trainieren, einen Akzent erlernen und auf seine Ernährung achten. Folgende Filmangebote für Hollywood-Produktionen sagte Følsgaard dagegen aus familiären Gründen ab. Von 2018 bis 2020 übernahm er in der ersten dänischen Netflix-Serie The Rain eine Hauptrolle.
Mikkel Boe Følsgaard ist Vater zweier Kinder.

## Filmografie
- 1997: Bryggeren (Fernsehserie, Folge 1849–1854)
- 2011: Nordlicht – Mörder ohne Reue (Fernsehserie, Folge Øje for øje)
- 2012: Die Königin und der Leibarzt (En kongelig affære)
- 2013: Dicte (Fernsehserie, Folge Vold og magt)
- 2013: Erbarmen (Kvinden i buret)
- 2014–2017: Die Erbschaft (Arvingerne, Fernsehserie, 26 Folgen)
- 2015: Rosita
- 2015: Sommer ’92 (Sommeren ’92)
- 2015: Unter dem Sand – Das Versprechen der Freiheit (Under sandet)
- 2016: Den allvarsamma leken
- 2016: De standhaftige
- 2016: Fuglene over sundet
- 2017: Du forsvinder
- 2017: Den bedste mand
- 2017: Kein Problem (Kurzfilm)
- 2018–2020: The Rain (Fernsehserie, 20 Folgen)
- 2020: Eine total normale Familie (Spielfilm)
- 2020: Unser Mann in Amerika (Vores mand i Amerika)
- 2021: Der Kastanienmann (Kastanjemanden, Fernsehserie)
- 2022: Borgen (Fernsehserie, 8 Folgen)
- 2023: Ehrengard: Forførelsens kunst
- 2023: Stockholm Bloodbath

## Theaterrollen
- 2010: Melampe (Grønnegårds Theater; Rolle: Sganerel)
- 2010: Metamorphoser (Staatliche Theaterhochschule Kopenhagen)
- 2010: Mænd der hader kvinder (Nørrebro Theater)

## Auszeichnungen
- 2012: Darstellerpreis der Internationalen Filmfestspiele Berlin für Die Königin und der Leibarzt
- 2013: Dänischer „Shooting Star“ auf den Internationalen Filmfestspielen Berlin
- 2013: Bodil für Die Königin und der Leibarzt (Bester Hauptdarsteller)
- 2013: Robert für Die Königin und der Leibarzt (Bester Nebendarsteller)
- 2015: Robert für Die Erbschaft (Bester Nebendarsteller in einer Fernsehserie)
- 2018: Robert für Die Erbschaft (Bester Nebendarsteller in einer Fernsehserie)
- 2021: Lauritzen-Preis[8]